# The Heiress
The Heiress (bra: Tarde Demais; prt: A Herdeira) é um filme gótico estadunidense de 1949, do gênero drama romântico, dirigido por William Wyler, e estrelado por Olivia de Havilland, Montgomery Clift e Ralph Richardson. O roteiro de Ruth e Augustus Goetz foi baseado na peça teatral homônima de 1949, dos próprios Goetz; e no romance "Washington Square" (1880), de Henry James.
A trama retrata a história de uma jovem ingênua que se apaixona por um rapaz mesmo com as objeções de seu pai emocionalmente abusivo, que suspeita que o homem esteja atrás de posses e dinheiro.
Embora tenha sido um fracasso de bilheteria, arrecadando US$ 2.3 milhões nacionalmente em um orçamento de US$ 2.6 milhões, o filme foi aclamado pela crítica, com críticos elogiando a direção de Wyler, o roteiro e as atuações do elenco. O filme recebeu oito indicações principais ao Oscar, incluindo melhor filme, e ganhou quatro prêmios (mais do que qualquer outro filme indicado naquele ano): melhor atriz (para de Havilland), melhor trilha sonora, melhor direção de arte em preto e branco e melhor figurino.
Em 1996, "The Heiress" foi selecionado para preservação no National Film Registry, seleção filmográfica da Biblioteca do Congresso dos Estados Unidos, como sendo "culturalmente, historicamente ou esteticamente significativo".

## Sinopse
Em 1849, Catherine Sloper (Olivia de Havilland), uma jovem doce que não possui grandes atrativos, vive com todos os seus passos controlados pelo pai, o rico e tirano Dr. Austin (Ralph Richardson), que sempre está a dizê-la que ela não se parece em nada com a falecida mãe, uma bela e charmosa mulher. Reprimida, os pretendentes terminam por evitar Catherine face às suas maneiras desajeitadas. Porém, ao conhecer Morris Townsend (Montgomery Clift) em uma festa, recebe uma inesperada atenção e cuidado que a deixa lisonjeada. Tempos mais tarde, após uma longa conversa onde Morris pede a Austin a mão de Catherine em casamento, o pai da moça não cede ao pedido, acreditando que Morris trata-se de um caçador de dotes e que não está interessado romanticamente em sua filha, apenas no dinheiro que ela herdará.
Catherine não desiste de lutar para ficar com seu amado, mas seu pai ameaça deserdá-la caso ela se envolva com Morris. Na esperança de fazer com que a filha esqueça de vez sua paixão, Dr. Austin a leva consigo para uma longa viagem a Europa. Porém, ao regressar, Catherine reencontra Morris e elabora um plano de fuga. Determinada a viver sem o pai e sem o seu dinheiro, ela pede a Morris que volte no meio da noite para buscá-la.
À noite, junto com sua tia Lavinia Penniman (Miriam Hopkins), Catherine espera por Morris durante horas, mas ele não aparece, e Lavinia lhe diz acreditar que ele não aparecerá, já que se ambos fugissem para viver juntos não teriam o dinheiro e a riqueza que Catherine possuía quando vivia com o pai. Com isso, ela se convence de que os planos de Morris em unir-se a ela eram motivados apenas pelo interesse material. Mesmo abatida, Catherine aprende a se tornar capaz de controlar seus próprios sentimentos, não voltando mais a tornar-se vítima de alguém.
Tempos mais tarde, morre o Dr. Austin; Catherine recebe a herança de seu pai e se torna uma mulher rica, poderosa e independente. É justamente nesse momento que Morris reaparece, e sempre a justificar-se por não ter vindo para buscá-la na noite da fuga. Catherine diz que o perdoa e decide se casar com ele; no entanto, uma situação inesperada orquestrada por Catherine selará o desfecho da trama.

## Elenco
- Olivia de Havilland como Catherine Sloper
- Montgomery Clift como Morris Townsend
- Ralph Richardson como Dr. Austin Sloper
- Miriam Hopkins como Lavinia Penniman
- Vanessa Brown como Maria
- Betty Linley como Sra. Montgomery
- Ray Collins como Jefferson Almond
- Mona Freeman como Marian Almond
- Selena Royle como Elizabeth Almond
- Paul Lees como Arthur Townsend
- Harry Antrim como Sr. Abeel
- Russ Conway como Quintus
- David Thursby como Geier

## Produção
Depois de ver "The Heiress" na Broadway, Olivia de Havilland abordou William Wyler sobre dirigi-la em uma adaptação cinematográfica da peça. Ele concordou e incentivou os executivos da Paramount Pictures a comprar os direitos de exibição dos roteiristas Ruth e Augustus Goetz por US$ 250.000, além de oferecer-lhes US$ 10.000 semanalmente para escreverem também o roteiro. O estúdio pediu para que eles tornassem Morris menos vilão do que era na peça teatral e no romance original, em deferência ao desejo do estúdio de capitalizar a reputação de Montgomery Clift como um protagonista romântico.
A pré-estreia do filme ocorreu no Radio City Music Hall, em Nova Iorque, em 6 de outubro de 1949.
Ralph Richardson reprisou o papel de Austin Sloper em uma adaptação britânica da peça teatral.

## Recepção
O filme recebeu muita aclamação da crítica mundial. Bosley Crowther, em sua crítica para o The New York Times, escreveu que o filme "crepita com vida e fogo alusivos em sua narrativa terna e agonizante de um conto extraordinariamente característico", e acrescentou que Wyler "deu a este drama um tanto austero uma intimidade absorvente e uma ilusão de proximidade que não tinha no palco. Ele trouxe as pessoas encorpadas de forma muito próxima e vívida, mantendo a clareza e nitidez de suas personalidades, emoções e estilos ... The Heiress é um dos dramas bonitos, intensos e adultos do ano".
O jornal Brooklyn Eagle achou o filme "um drama intensamente satisfatório que mantém um alto nível de interesse por toda parte, construindo implacavelmente um clímax comovente". Os críticos do jornal elogiaram de Havilland especialmente: "a transformação de Catherine Sloper de uma garota pateticamente tímida em uma mulher bonita e fria" sendo "manuseada com habilidades finalizadas".
O jornal The Philadelphia Inquirer elogiou os roteiristas por uma transformação habilidosa de sua versão teatral, achando-a "em quase todos os sentidos ... superior". As possibilidades de um Oscar para de Havilland também foram consideradas "totalmente razoáveis".
A revista TV Guide classificou o filme com 5/5 estrelas, e acrescentou: "Este drama poderoso e convincente ... deve seu triunfo à mão hábil do diretor William Wyler e à notável atuação principal de Olivia de Havilland".
A Time Out London chamou o filme de "tipicamente luxuoso, meticuloso e frio ... altamente profissional e sem coração".
A rede de televisão britânica Channel 4 afirmou que "a atuação de de Havilland ... é arrepiante ... Clift traz uma ambiguidade sutil a um de seus papéis menos interessantes, e Richardson também está excelente".
A Universal Pictures, através de sua divisão EMKA, atualmente possui os direitos de distribuição do filme.

## Na cultura popular
Em 1975, o vigésimo primeiro episódio da oitava temporada de "The Carol Burnett Show" apresentou uma sátira do filme intitulado "The Lady Heir", com Carol Burnett como Catherine e Roddy McDowell como Morris.
Uma adaptação filipina do filme, intitulada "Ikaw Pa Lang ang Minahal", foi lançada em 1992. A versão foi escrita por Raquel Villavicencio, produzida por Armida Siguion-Reyna e dirigida por Carlos Siguion-Reyna. O filme é estrelado por Maricel Soriano e Richard Gomez como Adela e David, respectivamente.

## Prêmios e homenagens
| Ano  | Cerimônia                                       | Categoria                                     | Indicado                                      | Resultado   | Ref.          |
| ---- | ----------------------------------------------- | --------------------------------------------- | --------------------------------------------- | ----------- | ------------- |
| 1949 | National Board of Review                        | Melhor ator                                   | Ralph Richardson (também por "O Ídolo Caído") | Venceu      | [ 21 ]        |
| 1949 | National Board of Review                        | Top Ten Films (Os Dez Melhores Filmes do Ano) | Top Ten Films (Os Dez Melhores Filmes do Ano) | 4.º Lugar   | [ 21 ]        |
| 1950 | Prêmio da Associação de Críticos de Nova Iorque | Melhor atriz                                  | Olivia de Havilland                           | Venceu      | [ 22 ]        |
| 1950 | Prêmio da Associação de Críticos de Nova Iorque | Melhor ator                                   | Ralph Richardson                              | Indicado    | [ 22 ]        |
| 1950 | Globo de Ouro                                   | Melhor diretor                                | William Wyler                                 | Indicado    | [ 23 ] [ 24 ] |
| 1950 | Globo de Ouro                                   | Melhor atriz em filme dramático               | Olivia de Havilland                           | Venceu      | [ 23 ] [ 25 ] |
| 1950 | Globo de Ouro                                   | Melhor atriz coadjuvante                      | Miriam Hopkins                                | Indicado    | [ 23 ] [ 26 ] |
| 1950 | Oscar                                           | Melhor filme                                  | William Wyler (para a Paramount Pictures)     | Indicado    | [ 27 ] [ 28 ] |
| 1950 | Oscar                                           | Melhor diretor                                | William Wyler                                 | Indicado    | [ 27 ] [ 28 ] |
| 1950 | Oscar                                           | Melhor atriz                                  | Olivia de Havilland                           | Venceu      | [ 27 ] [ 28 ] |
| 1950 | Oscar                                           | Melhor ator coadjuvante                       | Ralph Richardson                              | Indicado    | [ 27 ] [ 28 ] |
| 1950 | Oscar                                           | Melhor direção de arte em preto e branco      | John Meehan, Harry Horner & Emile Kuri        | Venceu      | [ 27 ] [ 28 ] |
| 1950 | Oscar                                           | Melhor figurino em preto e branco             | Edith Head & Gile Steele                      | Venceu      | [ 27 ] [ 28 ] |
| 1950 | Oscar                                           | Melhor trilha sonora                          | Aaron Copland                                 | Venceu      | [ 27 ] [ 28 ] |
| 1950 | Oscar                                           | Melhor fotografia em preto e branco           | Leo Tover                                     | Indicado    | [ 27 ] [ 28 ] |
| 1950 | Writers Guild of America Awards                 | Melhor drama escrito                          | Ruth Goetz & Augustus Goetz                   | Indicado    | [ 29 ]        |
| 1996 | National Film Preservation Board                | National Film Registry                        | National Film Registry                        | Introduzido | [ 9 ] [ 10 ]  |